# Teofil (czasopismo)
Teofil – czasopismo wydawane przez studentów Kolegium Filozoficzno – Teologicznego Polskiej Prowincji Dominikanów wraz z Fundacją „Dominikańskie Studium Filozofii i Teologii” poświęcone teologii, filozofii, jak również szeroko rozumianej humanistyce.
Pismo ukazuje się regularnie od 1992 roku. Każdy numer poświęcony jest określonemu tematowi i zawiera stałe rubryki: Rozmowa Teofila (wywiad otwierający numer), Ankieta Teofila (przekrojowe spojrzenie na temat numeru), Artykuły Teofila (korpus numeru), Dominikalia Teofila (artykuły poświęcone życiu dominikańskiemu), Wykład Teofila (z reguły wykład otwierający rok akademicki w Kolegium Filozoficzno – Teologicznym) oraz Spis Prac Teofila (tematy prac końcowych z filozofii i teologii studentów Kolegium Filozoficzno – Teologicznego).
Od stycznia 2014 roku czasopismo dostępne jest także w wersji na czytnik Amazon Kindle. 

## Książki
Redakcja Teofila wydaje również książki w serii Biblioteka Teofila. Dotychczas ukazały się:
- Pasja Dominika, Simon Tugwell OP, tłum. Jacek Buda OP, Kraków 1996.
- Od zakochania do pełni miłości, praca zbiorowa, Kraków 2008.
- Dominikanie w czasach krucjat, katedr i herezji, red. Tomasz Gałuszka OP, Michał Karp OP, Kraków 2017.